# Tourne-à-gauche (transport)
Pour les articles homonymes, voir Tourne-à-gauche.

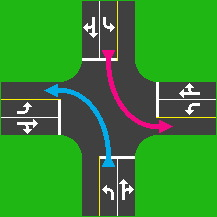
Schéma d'un carrefour avec marquage au sol de files de présélection pour tourner à gauche.

Le tourne-à-gauche désigne dans le jargon des traficiens le mouvement qui consiste à tourner à gauche dans un carrefour (dans les pays où l'on circule à droite). Par extension, l'expression désigne un aménagement de la voirie permettant de tourner à gauche.
Par nature, le fait de tourner à gauche dans une chaussée à double sens implique de couper la circulation venant en sens inverse et est donc potentiellement dangereux. Certains pays ont restreint ou interdit les tourne-à-gauche.
Sur les voies à forte circulation, des voies de stockage pour les véhicules devant tourner à gauche peuvent être matérialisées. Quand les deux sens de circulation comportent une telle voie centrale de stockage pour tourner à gauche, on parle de « tourne-à-gauche à l'indonésienne » ou carrefour à l'indonésienne.